# Phil Lord och Christopher Miller
Philip Anderson Lord (född 12 juli 1975) och Christopher Robert Miller (född 23 september 1975) är ett par amerikanska filmmakare som huvudsakligen gjort filmer tillsammans. De har verkat som röstskådespelare, manusförfattare, regissörer och producenter. 2019 fick de en Oscar för bästa animerade film.

## Filmografi, i urval
- 2009 – Det regnar köttbullar
- 2012 – 21 Jump Street
- 2014 – 22 Jump Street
- 2014 – Lego-filmen
- 2015 – The Last Man on Earth (TV-serie)
- 2018 – Spider-Man: Into the Spider-Verse
- 2022 – The Afterparty (TV-serie)
- 2026 – Project Hail Mary